# Pseudoepalpodes argenteus
Pseudoepalpodes argenteus là một loài ruồi trong họ Tachinidae.